# Lara Dutta
Lara Dutta (Ghaziabad, 16 april 1978) is een Indiaas actrice, model en winnares van Miss Universe 2000, die voornamelijk in Hindi-films speelt.

## Biografie
Dutta won de jaarlijkse Gladrags Megamodel India-competitie in 1995, en won daarmee het recht om deel te nemen aan de Miss Intercontinental 1997, die zij ook won. In het jaar 2000 nam ze deel aan de Femina Miss India, waar zij wederom de winnares van werd. En ze werd later dat jaar ook bekroond als Miss Universe.
Ze tekende in 2002 voor de Tamil-film Arasatchi, maar die werd vanwege financiële problemen pas medio 2004 uitgebracht. Ze maakte haar Hindi-debuut in 2003 met de film Andaaz, die een succes was en haar een Filmfare Award voor beste vrouwelijke debuut opleverde. Ze verscheen in verschillende commerciële successen, waaronder Masti (2004), No Entry (2005), Bhagam Bhag (2006), Jhoom Barabar Jhoom (2007), Partner (2007) Housefull (2010), haar eigen productie Chalo Dilli (2011), Don 2 ( 2011) en Singh is Bliing (2015).
Dutta huwde in 2010 tennisser Mahesh Bhupathi. Het stel verwelkomde dochter Saira op 20 januari 2012. In 2017 begon Dutta met het begeleiden van deelnemers aan de Miss Diva-wedstrijd, dat onderdeel uitmaakt van de Miss Femina India. In 2019 lanceerde ze haar eigen lijn van vegetarische schoonheidsverzorgingsproducten genaamd Arias.

## Filmografie

### Films
| Jaar | Film                     | Rol                 | Opmerking                           |
| ---- | ------------------------ | ------------------- | ----------------------------------- |
| 2003 | Andaaz                   | Kajal               |                                     |
| 2003 | Mumbai Se Aaya Mera Dost | Kesar               |                                     |
| 2004 | Khakee                   |                     | nummer "Aisa Jadoo"                 |
| 2004 | Masti                    | Monica Mehta        |                                     |
| 2004 | Bardaasht                | advocate Payal      |                                     |
| 2004 | Arasatchi                | Lara                | Tamil-film                          |
| 2004 | Aan: Men at Work         | Kiran               |                                     |
| 2005 | Insan                    | Meghna              |                                     |
| 2005 | Elaan                    | Sonia               |                                     |
| 2005 | Jurm                     | Sanjana Malhotra    |                                     |
| 2005 | Ek Ajnabee               | volwassen Anamika   | gastoptreden                        |
| 2005 | Kaal                     | Ishika              |                                     |
| 2005 | No Entry                 | Kaajal              |                                     |
| 2005 | Dosti: Friends Forever   | Kajal Sharma        |                                     |
| 2006 | Zinda                    | Jenny Singh         |                                     |
| 2006 | Alag                     |                     | nummer "Sabse Alag"                 |
| 2006 | Bhagam Bhag              | Munni/ Nisha/ Aditi |                                     |
| 2006 | Fanaa                    | Zeenat              | gastoptreden                        |
| 2007 | Jhoom Barabar Jhoom      | Anaida Raza/ Laila  |                                     |
| 2007 | Partner                  | Naina Sahani        |                                     |
| 2007 | Om Shanti Om             |                     | nummer "Deewangi Deewangi"          |
| 2008 | Jumbo                    | Sonia               | animatiefilm, stemacteur            |
| 2008 | Rab Ne Bana Di Jodi      |                     | nummer "Phir Milenge Chalte Chalte" |
| 2009 | Billu                    | Bindiya             |                                     |
| 2009 | Do Knot Disturb          | Dolly               |                                     |
| 2009 | Blue                     | Mona                |                                     |
| 2010 | Housefull                | Hetal Patel         |                                     |
| 2011 | Chalo Dilli              | Mihika Banerjee     | ook producent                       |
| 2011 | Don 2                    | Ayesha              |                                     |
| 2013 | David                    | Neelam              |                                     |
| 2013 | David                    | Gayathri            | Tamil-film                          |
| 2015 | Singh Is Bliing          | Emily               |                                     |
| 2016 | Fitoor                   | Leena Becker        | gastoptreden                        |
| 2016 | Azhar                    | Meera Verma         |                                     |
| 2018 | Welcome To New York      | Sophia              |                                     |
| 2021 | Bell Bottom              | Indira Gandhi       |                                     |
| 2023 | Ishq-e-Nadaan            | Ramona Singh        |                                     |

### Webseries
| Jaar | Serie                                         | Rol                  | Platform        |
| ---- | --------------------------------------------- | -------------------- | --------------- |
| 2020 | Hundred                                       | agente Saumya Shukla | Disney+ Hotstar |
| 2021 | Hiccups and Hookups                           | Vasudha              | Lionsgate Play  |
| 2022 | Kaun Banegi Shikharwati                       | Rajkumari Devyani    | ZEE5            |
| 2023 | Charlie Chopra & The Mystery Of Solang Valley | Wilayat Hussain      | SonyLIV         |
| 2024 | Ranneeti: Balakot & Beyond                    | Manisha Bharadwaj    | JioCinema       |